# Ádám Lang
Ádám Lang (Veszprém, 17 de janeiro de 1993) é um futebolista húngaro que atua como zagueiro. Atualmente defende o Debrecen.

## Carreira
Ádám Lang fez parte do elenco da Seleção Húngara de Futebol da Eurocopa de 2016.